# Martín Silva
Martín Silva, vollständiger Name Martín Andrés Silva Leites, (* 25. März 1983 in Montevideo) ist ein uruguayischer Fußballtorhüter.

## Karriere

### Verein
Der Flaco genannte Torhüter begann im Alter von vier Jahren mit dem Fußballspielen. Vierzehnjährig schloss er sich Defensor Sporting an. Dort stand seit der Clausura 2002 im Kader der ersten Mannschaft, debütierte in jenem Jahr unter Trainer Ricardo „Tato“ Ortíz im Rahmen des Heimspiels gegen Plaza Colonia in der Primera División und konnte in der Saison 2007/08 mit seiner Mannschaft den Gewinn der uruguayischen Meisterschaft verbuchen. Seit der Saison 2006/07 absolvierte er laut ESPN bislang 146 Erstligaspiele (Liga und Liguilla, Stand: Beginn Apertura 2006/07 bis 12. Juni 2011) für Defensor und kam zu zehn Einsätzen bei der Copa Libertadores im Wettbewerb der Saison 2008/09. Zudem wurde er in vier Spielen seines Vereins bei der Copa Sudamericana 2009 und sechs Spielen bei der Copa Sudamericana 2010 eingesetzt. Eine weitere Quelle weist ab Juli 2002 insgesamt 211 Spiele für Defensor für ihn aus.
Anfang August 2011 wechselte Silva dann nach Paraguay zu Club Olimpia und unterzeichnete einen Vertrag für die kommenden fünf Spielzeiten. Bis zu seinem letzten Einsatz am 26. Oktober 2013 stand er dort seit der Clausura 2011, die für seinen Club Olimpia mit dem Gewinn der paraguayischen Meisterschaft endete, in 80 Ligaspielen und sechs bzw. 16 Begegnungen der Copa Libertadores 2012 und 2013 auf dem Platz. Ende November 2013 löste er seinen Vertrag bei den Paraguayern auf.
Ende Dezember 2013 schloss er sich dem brasilianischen Klub CR Vasco da Gama an. Dort spielte er bis zum Saisonende 2018 im Dezember des Jahres. In dieser bestritt er zehn Einsätze in der Copa Libertadores und zwei in der Copa Sudamericana, 25 Partien im Copa do Brasil, 72 Spiele in der Staatsmeisterschaft von Rio de Janeiro, 51 in der Série B (25 2014 / 26 2016) und 80 in der Série A (21 2015 / 35 2017 / 24 2018). 2015 und 16 gewann er mit Vasco die Staatsmeisterschaft von Rio de Janeiro. Silva kehrte in seine Heimat zurück, wo er beim Club Libertad einen Dreijahresvertrag erhielt. Später erhielt er weitere Vertragsverlängerungen.

### Nationalmannschaft
Bei der U-17-Weltmeisterschaft 1999 kam Silva in der uruguayischen U-17-Auswahl zu vier Einsätzen. 14 Länderspiele absolvierte er für die U-20-Nationalmannschaft Uruguays. Mit der uruguayischen U-20 nahm er dabei sowohl an der U-20-Südamerikameisterschaft 2001 als auch derjenigen 2003 teil. Beim Turnier 2003 im heimischen Uruguay lief er in mindestens fünf Turnierpartien auf.
Silva ist auch Mitglied der uruguayischen A-Nationalmannschaft, für die er am 12. August 2009 im Länderspiel gegen Algerien debütierte. Nationaltrainer Óscar Tabárez berief ihn ins Aufgebot für die Fußball-Weltmeisterschaft 2010 in Südafrika, dort kam er allerdings nicht zum Einsatz. Ebenfalls gehörte er dem Kader an, der die Copa América 2011 bestritt und den Titel gewann. Dort absolvierte jedoch Stammtorwart Fernando Muslera alle Begegnungen mit uruguayischer Beteiligung, so dass er abermals ohne Einsatzminute bei einem großen Turnier blieb. Am 23. Juni 2013 bestritt er sodann seinen zweiten Einsatz für die A-Nationalelf, als er beim Konföderationenpokal gegen Tahiti auf dem Platz stand. In den beiden WM-Qualifikationsrelegation gegen Jordanien kam er aufgrund einer Verletzung des etatmäßigen Nationaltorhüters Muslera ebenfalls zum Einsatz. Bei der Weltmeisterschaft 2014 in Brasilien gehörte er sodann erneut dem Aufgebot Uruguays an. Im Turnier bestritt jedoch Stammtorwart Muslera sämtliche Turnierbegegnungen Uruguays. Im zweiten Freundschaftsländerspiel nach dem WM-Turnier durfte er am 8. September 2014 gegen Südkorea zum fünften Mal in einem Länderspiel das uruguayische Tor hüten. Silva absolvierte einschließlich seines vorläufig letzten Spiels am 8. September 2015 insgesamt sieben Nationalmannschaftspartien. Im Rahmen seiner A-Nationalmannschaftskarriere überstand er bis zur 1:0-Niederlage gegen Costa Rica am 8. September 2015 einen Zeitraum von 469 Minuten ohne Gegentreffer. Damit liegt er in der Geschichte des uruguayischen Fußballs in dieser Hinsicht hinter Rodolfo Rodríguez (588 Minuten, 1980 bis 1981) und Ladislao Mazurkiewicz (578 Minuten, 1969 bis 1970) auf dem 3. Rang.

## Erfolge
Nationalmannschaft
- Copa América: 2011

Defensor Sporting
- Uruguayischer Meister: 2007/08

Club Olimpia
- Paraguayischer Meister des Torneo Clausura: 2011

Vasco da Gama
- Staatsmeisterschaft von Rio de Janeiro: 2015, 2016

## Privates
Seit 2008 ist er mit seiner Frau Paola verheiratet.